# (38079) 1999 HF
1999 HF (asteroide 38079) é um asteroide da cintura principal. Possui uma excentricidade de 0.19304450 e uma inclinação de 24.16475º.
Este asteroide foi descoberto no dia 16 de abril de 1999 por Beijing Schmidt CCD Asteroid Program em Xinglong.